# Iwan Wenedikow

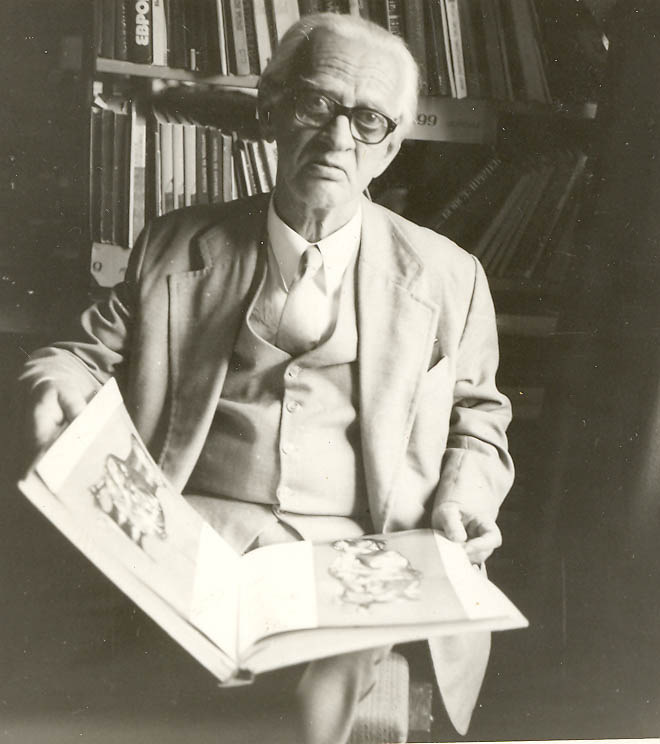
Iwan Wenedikov

Iwan Jordanow Wenedikow (gebräuchliche Transliteration: Ivan Jordanov Venedikov, bulgarisch Иван Йорданов Венедиков; * 10. Januar 1916 in Sofia; † 19. August 1997 in Sofia) war ein bulgarischer Archäologe, Historiker und Thrakologe. Er beschäftigte sich mit der thrakischen und mittelalterlichen Geschichte, Archäologie, Kunst und Kultur sowie mit dem bulgarischen kulturellen und historischen Erbe.

## Leben

### Familie
Sein Vater, Generalmajor Jordan Wenedikow, war Autor von zahlreichen Arbeiten zur bulgarischen Militärgeschichte. Seine Mutter, Ekaterina Genadiewa, war die Schwester des bulgarischen Politikers Nikola Genadiew. Beide Elternteile stammten aus bekannten Familien aus Makedonien (→ Makedonische Bulgaren), die zum kirchlich-nationalen Kampf beigetragen hatten und zum Aufbau Bulgariens nach der Befreiung von den Osmanen. 1942 heiratete Iwan Wenedikow seine Frau Wera Dimitrowa aus Skopje, eine Volkskundlerin. Mit ihr lebte er bis zu seinem Lebensende zusammen. Sie haben zwei Kinder.

### Biografie
Wenedikow studierte von 1934 bis 1939 Klassische Philologie an der Universität Sofia. Seine Professoren waren Aleksandar Balabanow, Dimitar Detschew, Gawril Kazarow, Wesselin Beschewliew, Bogdan Filow und Petar Mutaftschiew. 1942 wurde er mit der Dissertation Die Phonetik der lateinischen Inschriften in den bulgarischen Gebieten (bulgarisch Фонетика на латинските надписи от българските земи.) promoviert. Von 1941 bis 1944 machte er als Kurator für die Antikenabteilung im Museum in Skopje seine ersten Grabungen und erforschte die antike und mittelalterliche Stadt Bargala – Bregalnica und das mittelalterliche (9.–10. Jahrhundert) Kozjak.
Von 1945 bis 1957 war er Leiter der Antikenabteilung des Nationalen Archäologischen Instituts mit Museum der Bulgarischen Akademie der Wissenschaften in Sofia. 1957 wurde er „Junior“-Wissenschaftlicher Mitarbeiter (bulg. младши научен сътрудник) und 1962 „Senior“-wissenschaftlicher Mitarbeiter (bulg. старши научен сътрудник) am Nationalen Archäologischen Institut mit Museum der Bulgarischen Akademie der Wissenschaften. Von 1973 bis 1978 arbeitete er am neu geschaffenen Institut für Thrakologie der Bulgarischen Akademie der Wissenschaften, von 1978 bis 1986 leitete er die Abteilung für Archäologie der Antike beim Nationalen Archäologischen Institut mit Museum in Sofia. Ab 1981 war er Professor an der Universität Sofia, wo er viele Jahre Vorlesungen zur Geschichte Thrakiens hielt.

## Wissenschaftliche Tätigkeit

### Werke
In über 150 Arbeiten zur thrakischen Geschichte, Kultur, Kunst und Sprache untersuchte Wenedikow den Platz der Thraker bei der Entwicklung der Kultur in Südosteuropa. Er stellte fest, dass sich Phryger und Thraker unter dem Einfluss von noch älteren östlichen Kulturen entwickelt haben. Wenikow teilte die thrakische Kunst in Perioden ein. Er beschäftigte sich mit den Funden und Quellen, die typisch für die thrakischen Reitervölker waren. Er verfasste die bis dahin einzige Monografie zu thrakischen Pferdewagen (bulgarisch „Тракийската колесница“; 1960), er rekonstruierte das Aussehen dieser Wagen. Er stellte 1972 eine Ausstellung zur thrakischen Kunst zusammen, die die schönsten Funde aus ganz Bulgarien umfasste. Diese Ausstellung wurde in zahlreichen Hauptstädten der Welt gezeigt und erhöhte so das Ansehen Bulgariens im Ausland.
Durch seine Untersuchungen von präbulgarischen Inschriften kam er zu dem für die damalige Zeit neuen Schluss, dass die Bolgarische Sprache auch noch bis zur ersten Hälfte des 9. Jahrhunderts gesprochen wurde und dass sogar Versuche unternommen worden waren, in ihr zu schreiben.
Wenedikow stellte ferner fest, dass Preslaw als großer bulgarischer Standort bereits in der ersten Hälfte des 9. Jahrhunderts bestand. Ebenso konnte er die Bedeutung vieler Titel und Dienstgrade der bulgarischen Herrscher und Boljaren ermitteln und deren konkreten historischen Inhalt sowie ihre Bedeutung einordnen. Er schrieb 1979 eine Monografie zum militärischen und administrativen Aufbau des Bulgarischen Reichs.

### Untersuchungen und Grabungen
Wenedikow führte zahlreiche Grabungen und Untersuchungen durch, die er auf Bulgarisch und in anderen Sprachen publizierte. Von 1945 bis 1949 leitete er Grabungen in Sosopol. Er war 25 Jahre lang wissenschaftlicher Leiter der archäologischen Untersuchungen (einschließlich der Unterwasserarchäologie) in Nessebar (1949 bis 1974). 1971 organisierte er eine Expedition, die erstmals die Felsengräber der Odrysen in den Rhodopen untersuchte. 1975 nahm er an der Untersuchung der Dolmen im Strandscha-Gebirge und Sakar-Gebirge teil. Neben diesen großen Untersuchungen führte er noch kleinere Untersuchungen durch: das thrakische Heiligtum beim Dorf Liljatsche, das Nymphäum beim Dorf Kasnakowo, die Gräber beim Dorf Wetren und in der Stadt Wraza, der thrakische Pferdewagen in Kjustendil und viele andere. An den meisten dieser Expeditionen nehmen Wissenschaftler, Studenten und Praktikanten teil.

### Mitgliedschaft in wissenschaftlichen Institutionen
- Wissenschaftlicher Rat am Nationalen Archäologischen Institut und Museum
- Institut für Thrakologie bei der Bulgarischen Akademie der Wissenschaften
- Institut für Kunstwissenschaften bei der Bulgarischen Akademie der Wissenschaften
- Korrespondierendes Mitglied des Deutschen Archäologischen Instituts
- Mitglied der Association Internationale d'Épigraphie Grecque et Latine
- Mitglied des Mazedonisches Wissenschaftliches Institut
- Mitglied der Bulgarischen Numismatischen Gesellschaft

## Auszeichnungen
- Jubiläumsmedaille Marin Drinow – aus Anlass des hundertjährigen Jubiläums der Bulgarischen Akademie der Wissenschaften
- Orden „13 Jahrhunderte Bulgarien“
- Orden „Kyrillos und Methodios“ 1. Stufe
- Jubiläumsmedaille 100 Jahre Vereinigung
- Ehrenzeichen „Ausgezeichneter im Komitee für Kultur“ (das heutige Kulturministerium)
- Ehrenbürger von Nessebar

## Veröffentlichungen
Wenedikow ist Autor von ungefähr 250 wissenschaftlichen Arbeiten, davon ungefähr 20 Monografien. Seine Arbeiten beschäftigen sich mit folgenden Gebieten:
- Thrakologie (151)
- Archäologie (43)
- Protobulgaren (28)
- Epigraphik (11)
- Folklore (10)
- Vorgeschichte und frühe Eisenzeit (9)
- Sprachkunde (8)
- Numismatik und Sphragistik (6)
- Ethnografie (3)

Einzelne Veröffentlichungen beschäftigen sich mit den Skythen, Altpersien, der antiken Geographie, thrakischen Toponymen, der Entwicklung der Landwirtschaft in den bulgarischen Gebieten, Problemen der Bulgarischen Wiedergeburt und der Gegenwart. Er schuf auch einige Fernseh- und Dokumentarfilme über das bulgarische Altertum und Mittelalter und schrieb die Drehbücher dafür. Über 30 seiner wissenschaftlichen Arbeiten wurden im Ausland publiziert und in zahlreiche Fremdsprachen übersetzt. Sein Buch „Thrakische Kunst“, das er mit Todor Gerasimow schrieb, wurde in acht Sprachen übersetzt.